# Blapsilon kaszabi
Blapsilon kaszabi là một loài bọ cánh cứng trong họ Cerambycidae.